# Macroanàlisi
Una macroanàlisi és un ram de la química analítica amb tests de mostres de l'ordre del gram a enllà. En un procés analític es recullen mostres, que poden ser molt variades, per a analitzar-ne unes parts concretes anomenades anàlits. Les tècniques d'anàlisi depenen de la mida de la mostra.